# (39885) 1998 EG12
(39885) 1998 EG12 est un astéroïde de la ceinture principale d'astéroïdes découvert en 1998.

## Description
(39885) 1998 EG12 a été découvert le 1er mars 1998 à l'observatoire de La Silla, au Chili, par Eric Walter Elst.

### Caractéristiques orbitales
L'orbite de cet astéroïde est caractérisée par un demi-grand axe de 2,26 ua, un périhélie de 1,97 ua, une excentricité de 0,13 et une inclinaison de 6,70° par rapport à l'écliptique. Du fait de ces caractéristiques, à savoir un demi-grand axe compris entre 2 et 3,2 ua et un périhélie supérieur à 1,666 ua, il est classé, selon la JPL Small-Body Database, comme objet de la ceinture principale d'astéroïdes.

### Caractéristiques physiques
(39885) 1998 EG12 a une magnitude absolue (H) de 14,7 et un albédo estimé à 0,326.